# Tashkent (1940)
El destructor Tashkent (en ruso: Ташкент) fue el único barco construido de la proyectada clase Tashkent (conocida oficialmente como Proyecto 20), construido en Italia para la Armada Soviética justo antes de la Segunda Guerra Mundial. Los problemas de los anteriores buques insignia de la clase Leningrado demostraron que la experiencia del diseño ruso se había atrofiado en los años transcurridos desde la Revolución Rusa de 1917, por lo que los soviéticos contrataron la asistencia de diseño de la Italia fascista a mediados de la década de 1930. Entregado sin ningún armamento en 1939, el Tashkent recibió un armamento temporal cuando entró en servicio con la Flota del Mar Negro a finales de 1940. Estaban instalando su armamento definitivo cuando los alemanes invadieron la Unión Soviética (véase Operación Barbarroja) a mediados de 1941.
Durante la batalla de Odesa, el barco escoltó varios transportes a Odesa y proporcionó apoyo de fuego naval antes de que los bombarderos del Eje lo dañaran gravemente en agosto. Después de que se completaron las reparaciones en noviembre, el Tashkent transportó refuerzos y suministros, evacuó a los heridos y refugiados y bombardeó las posiciones del Eje durante el asedio de Sebastopol (1941-1942). Fue el último barco en entrar en el puerto de Sebastopol en junio antes de que la ciudad se rindiera, fue paralizado por los bombarderos del Eje en su viaje de regreso a Novorosíisk y se hundió unos días después durante un ataque aéreo en el puerto allí. Sus restos fueron reflotados en 1944, sin embargo se consideró que el barco estaba demasiado dañado para su reconstrucción y fue desguazado después de la guerra.

## Diseño y desarrollo
Insatisfechos con los destructores de la clase Leningrado, los soviéticos decidieron que necesitaban asistencia de diseño extranjera alrededor de 1934-1935. Solicitaron diseños para un líder destructor de alta velocidad de tres constructores navales italianos y aceptaron la presentación de Odero-Terni-Orlando en septiembre de 1935. Construirían Tashkent en su propio astillero y brindarían asistencia a los soviéticos para construir otros en sus propios astilleros.
Los barcos de la clase Tashkent tenían una eslora de 139,7 metros, una manga de 13,7 metros y un calado medio de 3,7 metros. Los barcos desplazaron 2890 toneladas con carga estándar y 4230 toneladas a plena carga. Su tripulación constaba de 250 oficiales y marineros. Tenían un par de turbinas de vapor con engranajes, cada una impulsando una hélice, diseñada para producir 110.000 caballos de fuerza en el eje (82.000 kW) utilizando vapor de un par de calderas Yarrow. Las turbinas estaban destinadas a dar a los Tashkent una velocidad máxima de 42,5 nudos (78,7 km/h) y el propio destructor Tashkent alcanzó los 43,5 nudos (80,6 km/h) de 130.000 shp (97.000 kW) durante sus pruebas de mar en 1938, aunque su armamento aún no estaba instalado. El barco alcanzó los 42,7 nudos (79,1 km/h) una vez que se instaló su armamento. Los barcos transportaban suficiente combustible para darles un alcance de 5030 millas náuticas (9320 km) a 20 nudos (37 km/h).

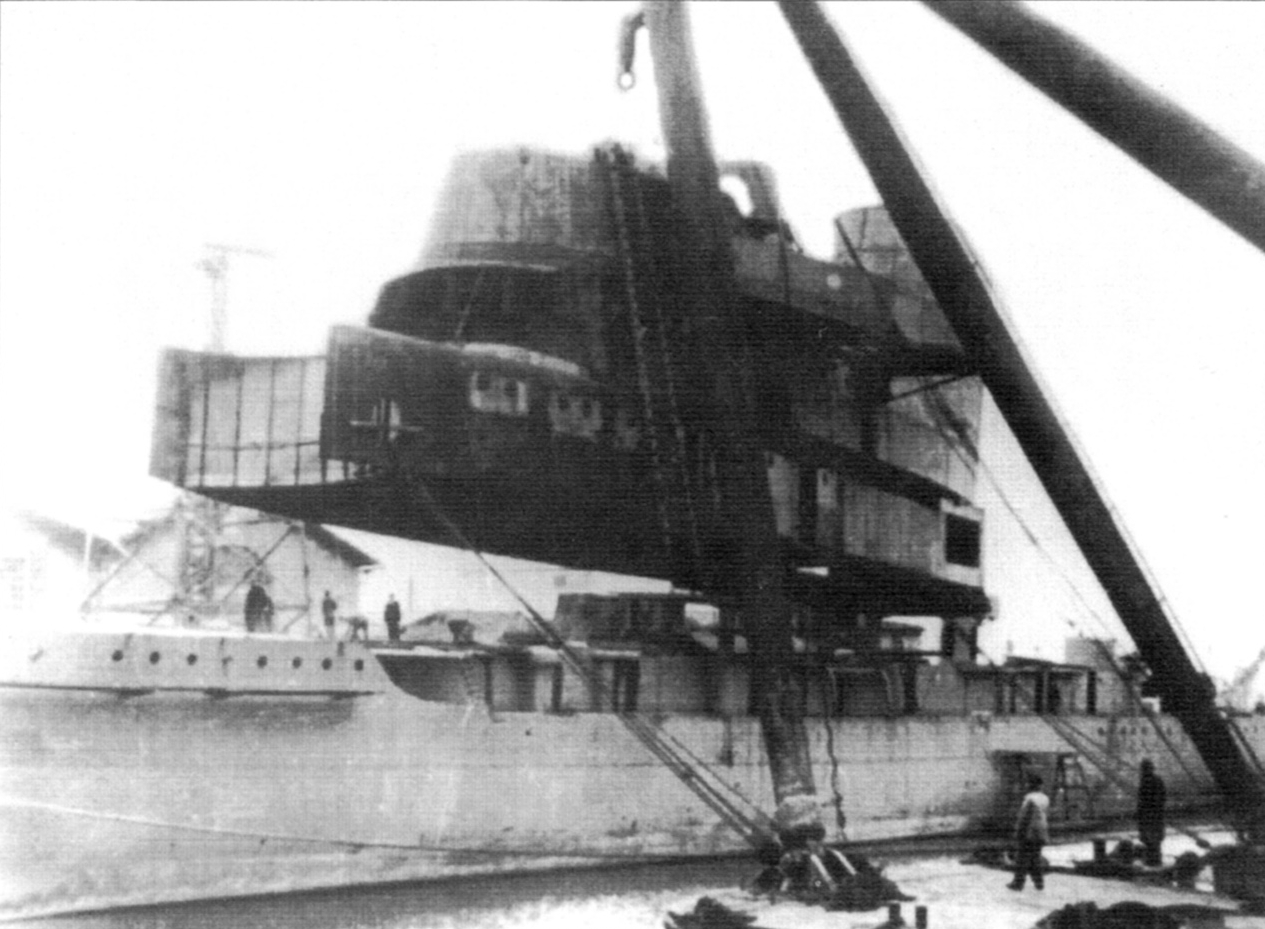
Colocación de la superestructura delantera de Tashkent durante su construcción

El armamento principal de la clase Tashkent, según estaba previsto, consistía en seis cañones B-13 de 130 milímetros situados en tres torretas dobles B-31, así mismo contaba con un par de cañones de 76 mm, uno delante de la superestructura y el otro en la popa. Las torretas no estaban listas a tiempo, por lo que se sustituyeron por tres monturas individuales en 1940. Los cañones antiaéreos (AA) de 37 milímetros previstos tampoco estaban listos, por lo que se instalaron en su lugar seis cañones 21-K AA semiautomáticos de 45 milímetros en monturas individuales; situados en una plataforma alrededor del embudo de popa. Los barcos también fueron provistos de seis ametralladoras DShK de 12,7 milímetros. Estaban equipados con nueve tubos lanzatorpedos de 533 milímetros en tres montajes triples giratorios en el centro del barco. Los buques de la clase Tashkent también podían transportar 76 minas y 24 cargas de profundidad que eran lanzadas por dos lanzadores y una rejilla de popa. El Tashkent estaba equipado con un director de artillería en la parte superior del puente, equipado con una instalación de telémetro dúplex, que proporcionaba datos para una computadora de control de fuego "Galileo" de fabricación italiana y un telémetro de 3 metros. Se proporcionaron dos telémetros de 1,5 metros para los cañones AA.

### Modificaciones
Durante un reacondicionamiento en junio de 1941, se instalaron tres torretas B-2LM de dos cañones en lugar de las torretas B-31 que aún no estaban disponibles. Los cañones de 45 mm fueron reemplazados por un número igual de cañones AA 70-K de 37 mm totalmente automáticos. En julio se instaló una bobina de desmagnetización. Mientras estaba en reparación en septiembre, se agregó en la popa una montura 39-K de doble cañón para cañones 34-K AA de 76,2 milímetros que originalmente estaba destinada al destructor Ognevoy, que todavía estaba en construcción.

## Historial de combate
El destructor Tashkent, llamado así por la capital de la República Socialista Soviética de Uzbekistán, fue botado el 11 de enero de 1937 por Odero-Terni-Orlando (OTO) en su astillero de Livorno, Italia. El barco fue botado el 28 de diciembre y entregado a los soviéticos el 6 de mayo de 1939 en Odesa. Debido a que la OTO lo pintó en el color azul grisáceo utilizado por la Regia Marina, los marineros lo apodaron "Belleza Azul" y "Crucero Azul".

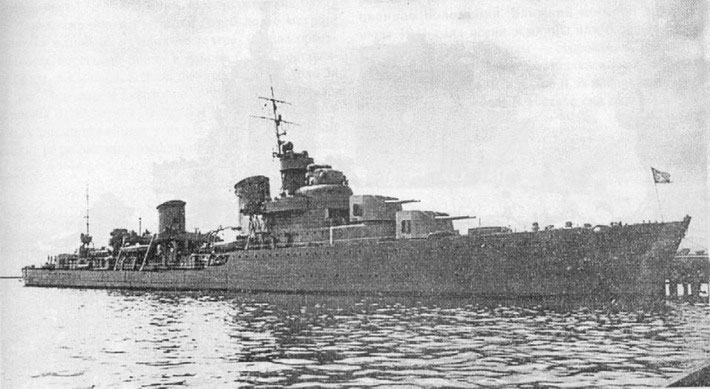
Destructor Tashkent con los cañones de 13 mm montados en torres dobles.

### Segunda Guerra Mundial
Fue asignado a la Flota del Mar Negro el 22 de octubre de 1940 y estaba siendo reacondicionado en los astilleros Nikoláiev en la ciudad ucraniana de Mikolaiv cuando los alemanes invadieron el 22 de junio de 1941. El Tashkent fue transferida a Sebastopol el 10 de julio, siendo atacado sin éxito por aviones dos veces mientras estaba en ruta, para realizar su reacondicionamiento posterior a las pruebas de mar. Los problemas con su maquinaria de propulsión retrasaron su bautizo en combate un mes más. 

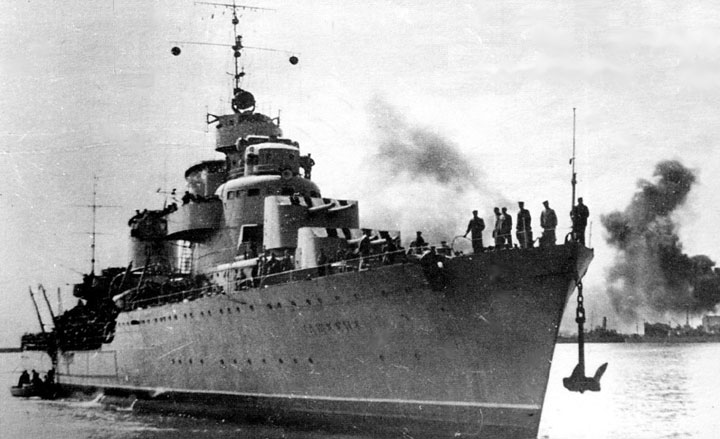
Destructor Tashkent, en 1941 justo antes de la invasión nazi

El 19 de agosto, bombardeó las posiciones del Eje con 127 proyectiles de sus cañones principales y dos días después, sin éxito, buscó transportes del Eje. El 28 de agosto, el barco ayudó a escoltar al transporte SS Abkhazia desde Sebastopol a Odesa. El Tashkent permaneció en el área después y proporcionó apoyo de fuego naval a las tropas soviéticas cerca de Odesa durante los siguientes tres días. El último de esos días, el 30 de agosto, resultó gravemente dañado por varias explosiones cercanas de tres bombarderos del Eje que le dejaron sin energía hidráulica, perforaron un agujero de 5 por 5 metros en su casco. dañó uno de sus ejes de la hélice y distorsionó las vigas del castillo de proa. Las ondas de choque de las bombas mataron a dos tripulantes, hirieron a otros siete y un hombre desapareció. Aunque fue escoltado por el destructor Smyshleny como medida de precaución, el Tashkent pudo navegar de regreso a Sebastopol por sus propios medios, donde fue atracado en dique seco para las oportunas reparaciones que duraron hasta el 1 de noviembre. Ese mismo día navegó a Poti, Georgia, una de las nuevas bases de la Flota del Mar Negro, ya que las fuerzas alemanas que se acercaban habían hecho que Sebastopol fuera demasiado peligroso de usar.

### Batalla de Sebastopol
El 19 de noviembre, el barco transportó un cargamento de municiones a Sebastopol y bombardeó posiciones del Eje fuera de la ciudad cuando partió con 145 obuses dos noches después. El contraalmirante Lev Vladímirski izó su bandera de combate a bordo del Tashkent, el 25 de noviembre como comandante de un convoy de barcos con destino al Lejano Oriente ruso que constaba de tres petroleros y un rompehielos. Vladímiriski y sus barcos escoltaron el convoy hasta el Bósforo con un tiempo muy pesado antes de regresar a casa. El 22 de diciembre, el Tashkent llevó otra carga de municiones a Sebastopol y permaneció allí durante los siguientes cinco días, disparando 1037 proyectiles en apoyo de los defensores.

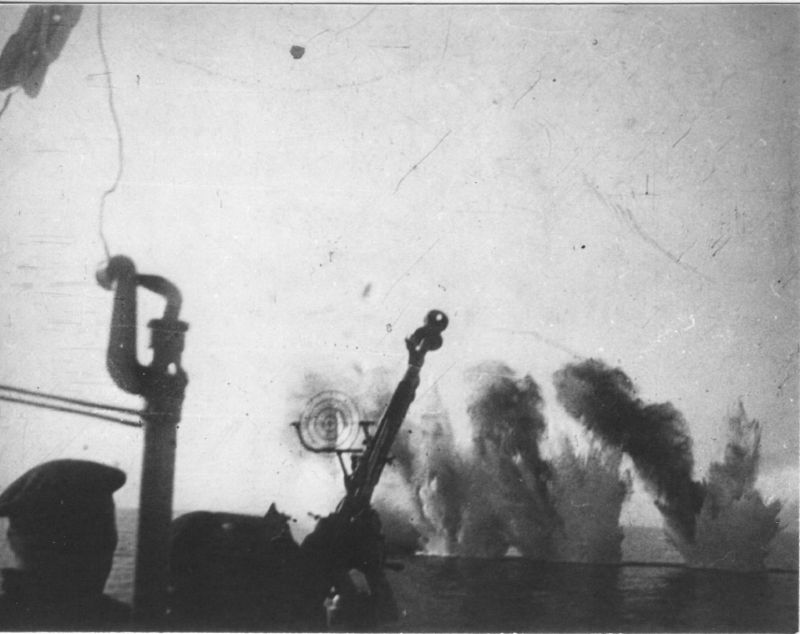
Ametralladora de defensa aérea del destructor Tashkent durante un ataque aéreo, en 1942

El 1 de enero de 1942, el barco ayudó a transportar elementos de la 386.º División de Fusileros a Sebastopol y permaneció allí durante los días siguientes, disparando 176 proyectiles de cañón principal en apoyo de los defensores. El 7 y 8 de enero, intentó desembarcar refuerzos en Eupatoria durante un contraataque soviético, pero fue rechazado por el intenso fuego alemán y el mal tiempo, aunque bombardeó las defensas alemanas el último día con 79 proyectiles de sus cañones de 130 mm. Después de regresar a Sebastopol, el Tashkent escoltó a un par de transportes de regreso a los puertos del Cáucaso el día 15. 
Dos semanas después, transportó refuerzos y suministros a Sebastopol y disparó 79 obuses contra posiciones alemanas el 30 y 31 de enero antes de partir el 1 de febrero. El barco entregó 914 reemplazos a Sebastopol dos días después. El 4 de febrero, el Tashkent comenzó a concentrarse únicamente en bombardear las defensas del Eje; disparando más de trescientos proyectiles de 130 mm antes de reanudar sus tareas de transporte el 29 de abril con la entrega de más refuerzos a Sevastopol. El 10 de mayo, el barco, junto con el destructor Járkov, llegó a la bahía de Feodosia para bombardear objetivos alemanes, pero no pudo identificar ninguno y regresó a su base sin disparar. Una semana más tarde, entregó 689 refuerzos y 50 toneladas de municiones, después de eso con 775 hombres y 65 toneladas de municiones el 22 de mayo. En su viaje de regreso, llevaba 39 soldados, 86 refugiados, 21 torpedos y el contenido del banco estatal. El 24 de mayo, el Tashkent transportó 983 soldados y 100 toneladas de municiones a Sebastopol y realizó nuevos viajes con el mismo tipo de carga el 28 de mayo y el 2, el 6 y, finalmente, el 23 de junio. Al día siguiente, el destructor fue el último barco en llegar a Sebastopol, desembarcando 1142 hombres, suministros y equipo de la 142.º Brigada de Fusileros después de evadir los ataques de los bombarderos Heinkel He 111H del I Gruppe (Primer Grupo) de Kampfgeschwader 100.

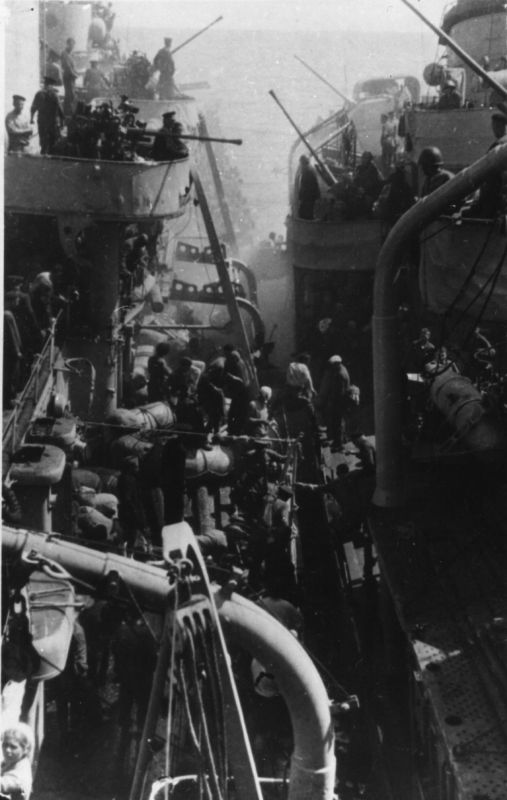
Soldados evacuados de Sebastopol son transferidos del dañado Tashkent al destructor Soobrazitelny, 27 de junio de 1942.

### Hundimiento
Después de haber cargado 2100 heridos y parte de la pintura panorámica llamadaː «El Sitio de Sebastopol» del artista ruso Franz Roubaud, el Tashkent puso proa a Novorossíisk, pero fue atacado por numerosos bombarderos el 27 de junio que no lograron impactar directamente contra el barco. Sin embargo, las ondas expansivas y los fragmentos de las numerosas explosiones perforaron el casco varias veces, dañaron su dirección, inundaron la sala de calderas delantera y provocaron que embarcara alrededor de 1000 toneladas de agua. Tres tripulantes y 56 de sus pasajeros murieron y diez tripulantes y cinco pasajeros resultaron heridos. Su tripulación afirmó haber derribado al menos a dos aviones atacantes. Una flotilla de barcos partió de Novorossiysk para ayudarlo; el destructor Soobrazitelny se llevó a 1975 de sus pasajeros mientras que el destructor Bditelny lo remolcó a Novorossíisk.
El barco de salvamento Júpiter, el remolcador Chernomor y unos treinta barcos más pequeños también prestaron asistencia. Novorossiysk fue atacado por bombarderos Junkers Ju 88A del I Gruppe del Kampfgeschwader 76 y elementos del I./KG 100 el 2 de julio; golpeando al Tashkent y al Bditelny cada uno con un par de bombas y hundiendo ambos barcos, así como el Chernomor. Los soviéticos despojaron el pecio de equipos y piezas útiles, transfiriendo un par de monturas de cañones B-2-LM y la montura del cañón 34-K al destructor Ognevoy. Cuando evaluaron su restos en 1943, descubrieron que las bombas habían destruido los compartimentos de la caldera y la turbina, las placas del casco, las cubiertas, la superestructura y cinco mamparos transversales estaban dañados y la quilla estaba rota. Las operaciones de salvamento se iniciaron el 13 de enero de 1944 aunque no fue hasta el 30 de agosto cuando el pecio fue reflotado y varado en un banco de arena del puerto. Decidiendo que no sería económico reparar el barco, la marina dejó los restos allí hasta después de la guerra, cuando fue remolcado a Nikolayev para ser desguazado.